# Редіу (Реусень, Ботошань)
Редіу (рум. Rediu) — село у повіті Ботошані в Румунії. Входить до складу комуни Реусень.
Село розташоване на відстані 355 км на північ від Бухареста, 48 км на південний схід від Ботошань, 50 км на північний захід від Ясс.

## Населення
За даними перепису населення 2002 року у селі проживали 650 осіб. Рідною мовою 646 осіб (99,4%) назвали румунську.
Національний склад населення села:
| Національність | Кількість осіб | Відсоток |
| -------------- | -------------- | -------- |
| румуни         | 644            | 99,1%    |
| цигани         | 6              | 0,9%     |